# Балейзан
Балейзан (порт.  Baleizão) — фрегезия (район) в муниципалитете Бежа округа Бежа в Португалии. Территория — 138,25 км². Население — 1056 жителей. Плотность населения — 7,6 чел/км².